# Distrikt Chisquilla

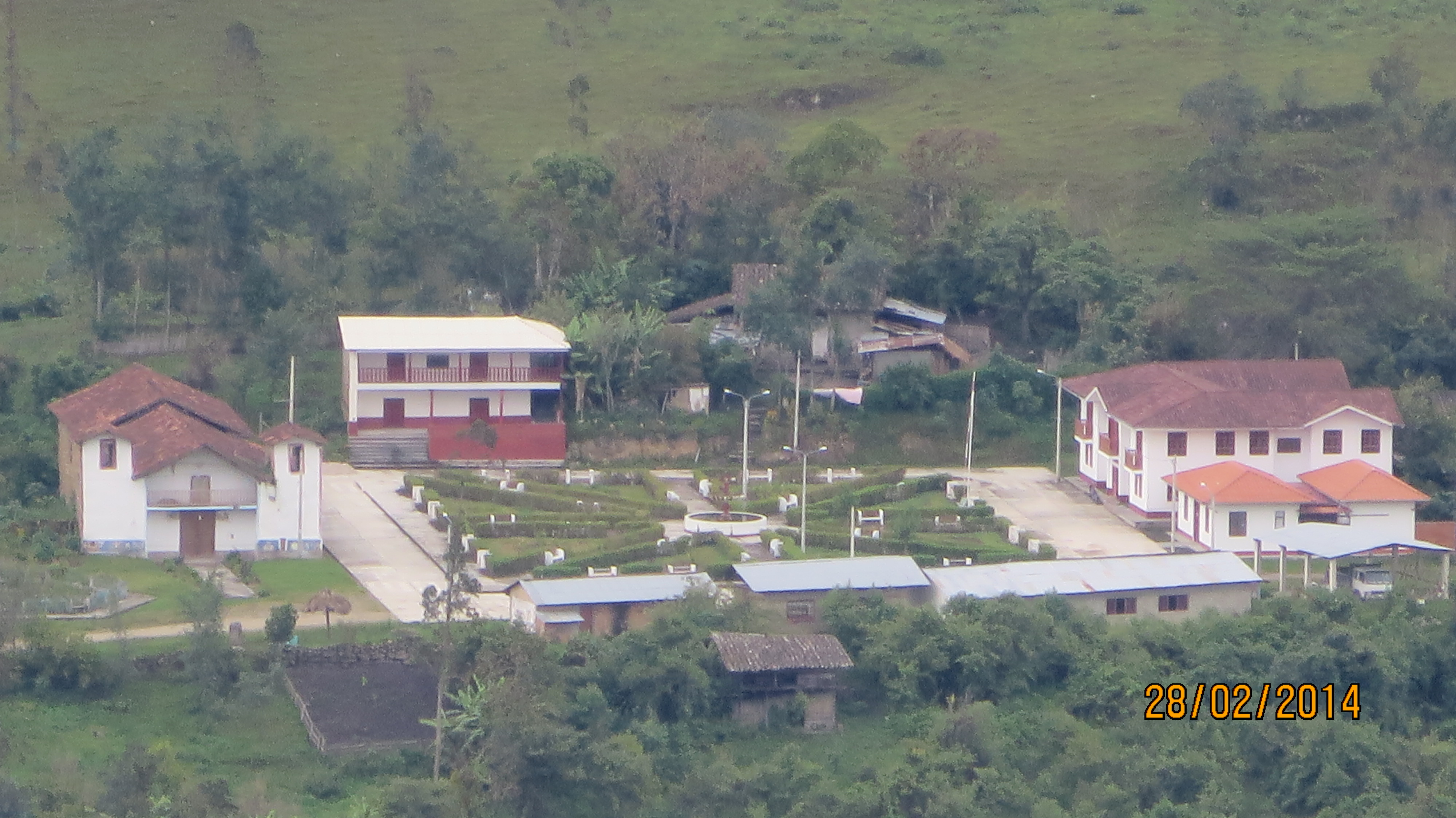
Plaza de Armas in Chisquilla

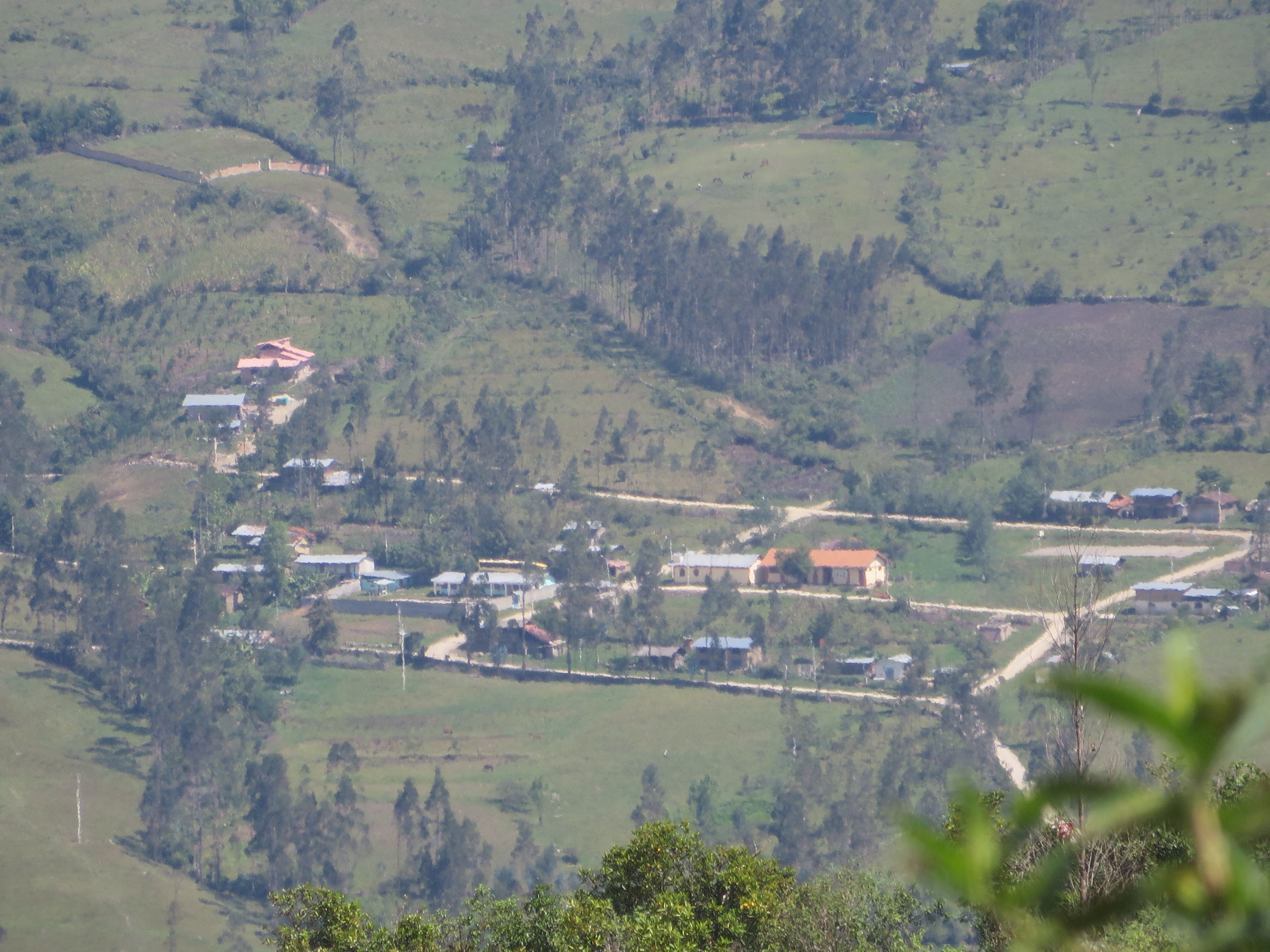
Die Ortschaft Chilac

Der Distrikt Chisquilla liegt in der Provinz Bongará in der Region Amazonas in Nord-Peru. Der Distrikt wurde am 20. Juli 1946 gegründet. Er besitzt eine Fläche von 162 km². Beim Zensus 2017 wurden 324 Einwohner ermittelt. Im Jahr 1993 lag die Einwohnerzahl bei 373, im Jahr 2007 bei 346. Sitz der Distriktverwaltung ist die 2070 m hoch gelegene Ortschaft Chisquilla mit 126 Einwohnern (Stand 2017). Chisquilla befindet sich 1,5 km ostnordöstlich der Provinzhauptstadt Jumbilla.

## Geographische Lage
Der Distrikt Chisquilla liegt in der peruanischen Zentralkordillere im Südosten der Provinz Bongará. Ein bis zu 3423 m hoher Gebirgskamm begrenzt das Areal im Osten. Entlang der westlichen Distriktgrenze fließt der Oberlauf des Río Imaza nach Norden.
Der Distrikt Chisquilla grenzt im Süden an den Distrikt Olleros (Provinz Chachapoyas), im Westen an die Distrikte Recta und Jumbilla, im Nordwesten an den Distrikt Corosha sowie im Osten an den Distrikt Pardo Miguel (Provinz Rioja).

## Ortschaften
Neben dem Hauptort gibt es folgende größere Ortschaften im Distrikt:
- Chilac